# BMW
BMW AG (acronimul pentru Bayerische Motoren Werke AGⓘ, în română Uzina Bavareză de Motoare SA) este o companie multinațională germană care produce în prezent automobile și motociclete de lux și a produs, de asemenea, motoare de avioane până în 1945.
Compania a fost înființată în 1916 și își are sediul în München, Bavaria. BMW produce autovehicule în Germania, Brazilia, China, India, Africa de Sud, Marea Britanie și Statele Unite.
În 2015, BMW a fost al 12-lea cel mai mare producător mondial de autovehicule, cu 2.279.503 de vehicule produse. Membrii familiei Quandt sunt acționari pe termen lung ai companiei, restul de acțiuni fiind deținute de publicul de tip float.
Automobilele sunt comercializate sub mărcile BMW (cu sub-mărci BMW M pentru modele performante și BMW i pentru mașinile electrice cu priză electrică), Mini și Rolls-Royce. Motocicletele sunt comercializate sub marca BMW Motorrad.
Compania are o istorie importantă în domeniul sporturilor cu motor, în special în mașinile de turism, Formula 1, mașinile sport și Insula Man TT.

## Istorie

### 1916-1923: Producția de motoare a aeronavelor

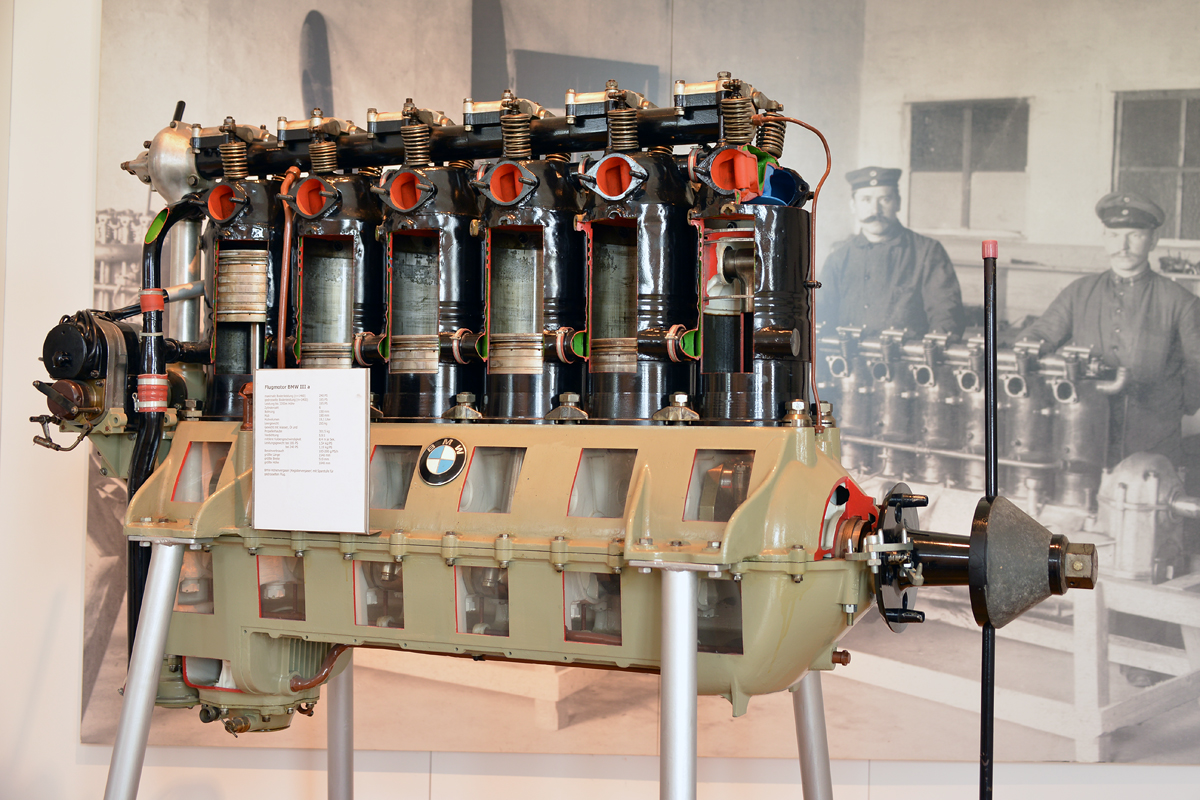
Motorul de avion BMW IIIa

Originile BMW pot fi urmărite în trei companii germane separate: Rapp Motorenwerke, Bayerische Flugzeugwerke și Automobilwerk Eisenach. Istoria numelui însuși începe cu Rapp Motorenwerke , producător de motoare de aeronave. În aprilie 1917, după plecarea fondatorului Karl Friedrich Rapp , compania a fost redenumită Bayerische Motoren Werke (BMW). Primul produs al BMW a fost motorul de avion BMW IIIa. Motorul IIIa era cunoscut pentru o economie de combustibil și o performanță de înaltă altitudine. Comenzile rezultate pentru motoarele IIIa de la armata germană au provocat o expansiune rapidă pentru BMW.
După încheierea primului război mondial din 1918, BMW a fost forțată să înceteze producția de motoare de aeronave prin condițiile Tratatului de Armistițiu din Versailles. Pentru a menține în afaceri, BMW a produs echipamente agricole, articole de uz casnic și frâne de cale ferată. În 1922, fostul acționar major Camillo Castiglioni a cumpărat drepturile asupra numelui BMW, ceea ce a dus la redenumirea societății descoperite de la Rapp Motorenwerke la Süddeutsche Bremse AG (cunoscută astăzi ca Knorr-Bremse ). Castiglioni a fost, de asemenea, un investitor în altă companie de avioane, numită "Bayerische Flugzeugwerke", pe care l-a redenumit BMW.
Fabrica dezafectată a Bayerische Flugzeugwerke a fost redeschisă pentru a produce motoare pentru autobuze, camioane, utilaje agricole și pompe, sub marca BMW. Istoricul companiei BMW consideră că data fondării companiei Bayerische Flugzeugwerke (7 martie 1916) este data nașterii companiei.

### 1923-1939: Producția de motociclete și mașini

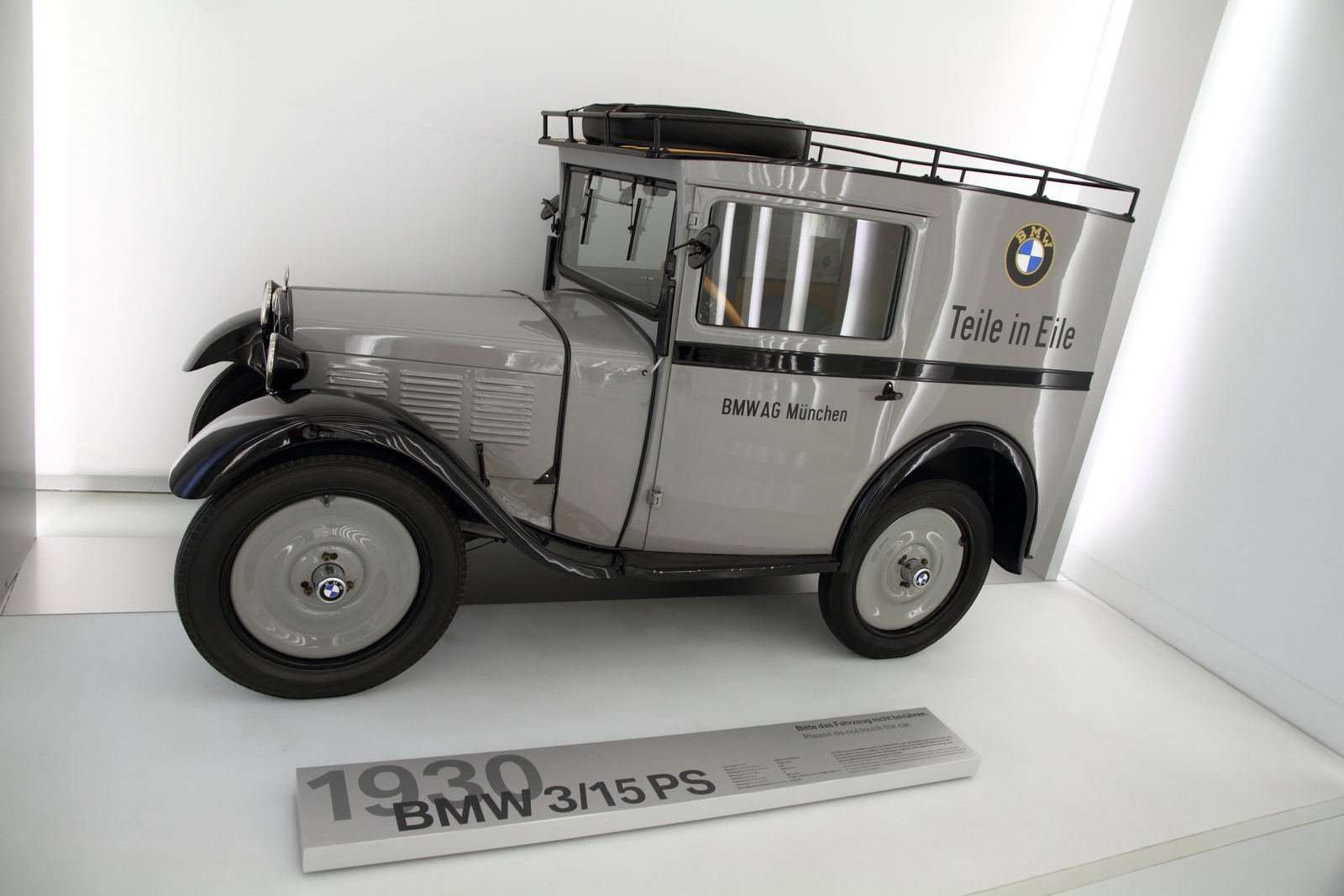
BMW modelul 3 / 15CP (BMW Dixi) din 1930

Pe măsură ce restricțiile Tratatului de Armistițiu au început să fie ridicate, BMW a început producția de motociclete în 1923, cu modelul R32.
Producția de automobile a BMW a început în 1928, când compania a achiziționat compania de automobile Automobilwerk Eisenach. Modelul actual al lui Automobilwerk Eisenach era modelul Dixi 3/15, copie licențiată a modelului Austin 7, care a început producția în 1927. După preluare, modelul Dixi 3/15 a devenit BMW 3/15, primul automobil de producție BMW.
În 1932, BMW 3/20 a devenit primul automobil BMW conceput în întregime de BMW. Acesta a fost alimentat de un motor cu patru cilindri, proiectat de BMW pe baza motorului Austin 7.
Primul motor BMW de șase cilindri a fost lansat în 1933, în BMW 303. Pe parcursul anilor 1930, BMW și-a extins gama de modele pentru a include sedanuri, coupe, convertibile și mașini sport.

### 1939-1945: Al Doilea Război Mondial

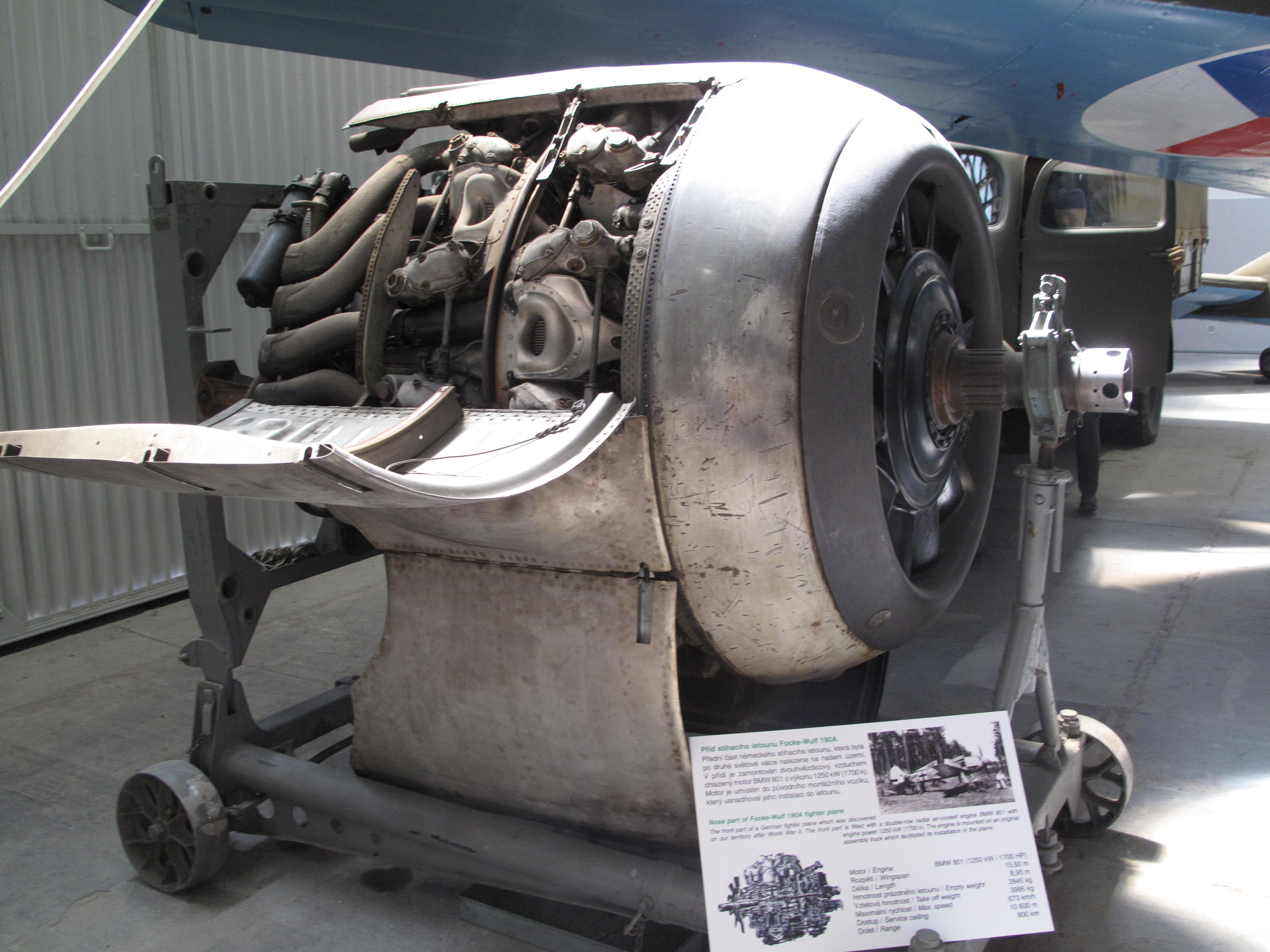
Motorul BMW 801

Cu rearmarea germană în anii 1930, compania a început din nou să producă motoare de avioane pentru Luftwaffe. Fabrica din München a făcut o utilizare amplă a muncii forțate: civili străini, prizonieri de război și deținuți din lagărul de concentrare din Dachau. Printre modelele sale de succes din al doilea război mondial se numără motoarele radiale BMW 132 și BMW 801 răcite cu aer, precum și motorul turbojet cu debit axial BMW 003, care a alimentat avionul de luptă de urgență cu avioane de luptă de primăvară din 1944-1945, Heinkel He 162 Spatz. Motorul cu reacție BMW 003 a fost testat pentru prima dată ca o primă putere în primul prototip al Messerschmitt Me 262 , modelul Me 262 V1, dar în 1942 testele motoarelor prototip BMW au eșuat la decolare numai cu pistonul montat în poziție de așteptare Junkers Jumo 210 motor care îl alimentează la o aterizare sigură.
Cele câteva exemple de testare Me 262 A-1b au folosit versiunea mai dezvoltată a jetului 003, înregistrând o viteză oficială de 800 km / h (497 mph). Primul avion cu patru motoare care a fost vreodată pilotat a fost cel de-al șaselea și al optulea prototip al bombardierului de aviație Arado Ar 234 , care a folosit jeturi BMW 003 pentru putere. Începând cu anul 1944, fiabilitatea 003 s-a îmbunătățit, făcându-l o centrală electrică potrivită pentru modelele de rame de aer care concurează pentru contractul de producție de mașini ușoare de la Jägernotprogramm, care a fost câștigat de designul Heinkel He 162 Spatz. De asemenea, turbocompresorul BMW 003 a fost considerat ca punct de plecare pentru un motor de avion turboreactor pentru vehicule blindate germane din 1944-45, ca GT 101. Spre sfârșitul celui de-al Treilea Reich, BMW a dezvoltat câteva proiecte de aeronave militare pentru Luftwaffe , BMW Strahlbomber, BMW Schnellbomber și BMW Strahljäger, dar nici unul dintre ele nu a fost construit.

### 1945-1959: reconstrucție postbelică

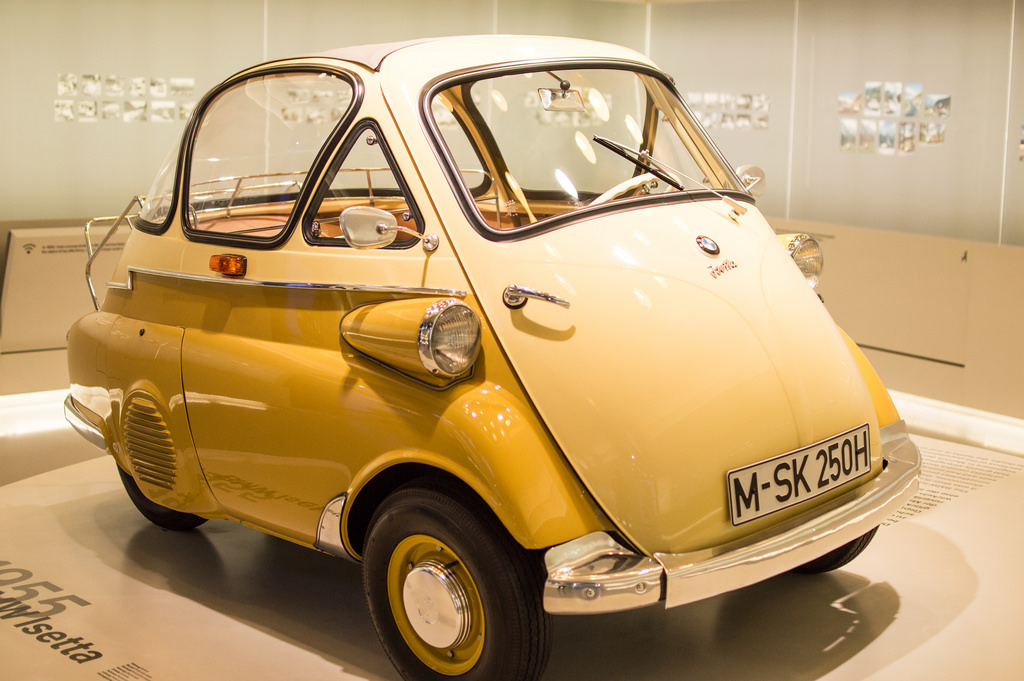
BMW Isetta cu o ușă de deschidere din față

În timpul celui de-al doilea război mondial, multe fabrici de producție BMW au fost puternic bombardate. Instalațiile BMW din Germania de Est au fost confiscate de Uniunea Sovietică, iar restului facilităților le-au fost interzise de aliați să producă motociclete sau automobile. În timpul acestei interdicții, BMW a folosit echipamente secundare de bază și de salvare pentru a face vase și tigăi, mai târziu să se extindă la alte bunuri de bucătărie și biciclete.
În 1947, BMW a primit permisiunea de a relua producția de motociclete, iar prima sa motocicletă postbelică - modelul R24 - a fost lansată în 1948. BMW i-a fost încă interzis să producă automobile, totuși, compania Bristol Airplane Company (BAC) a produs modelele dinainte de război ale BMW, folosind planurile pe care BAC le luase de la birourile germane ale BMW.
Producția de automobile a fost reluată în 1952, cu sedanul BMW 501 mare. Pe parcursul anilor 1950, BMW si-a extins gama de modele cu sedanuri, coupe, convertibile si mașini sport. În 1954, BMW 502 a fost primul care a folosit un motor V8. Pentru a oferi un model la prețuri accesibile, BMW a început producția micro-mașinii Isetta (sub licență de la Iso ) în 1955. Doi ani mai târziu, BMW -ul cu patru locuri a fost bazat pe o versiune prelungită a designului Isetta. În 1959, BMW 600 a fost înlocuit de un BMW 700 mai mare / sedan.

### 1959-1968: aproape de faliment și New Class

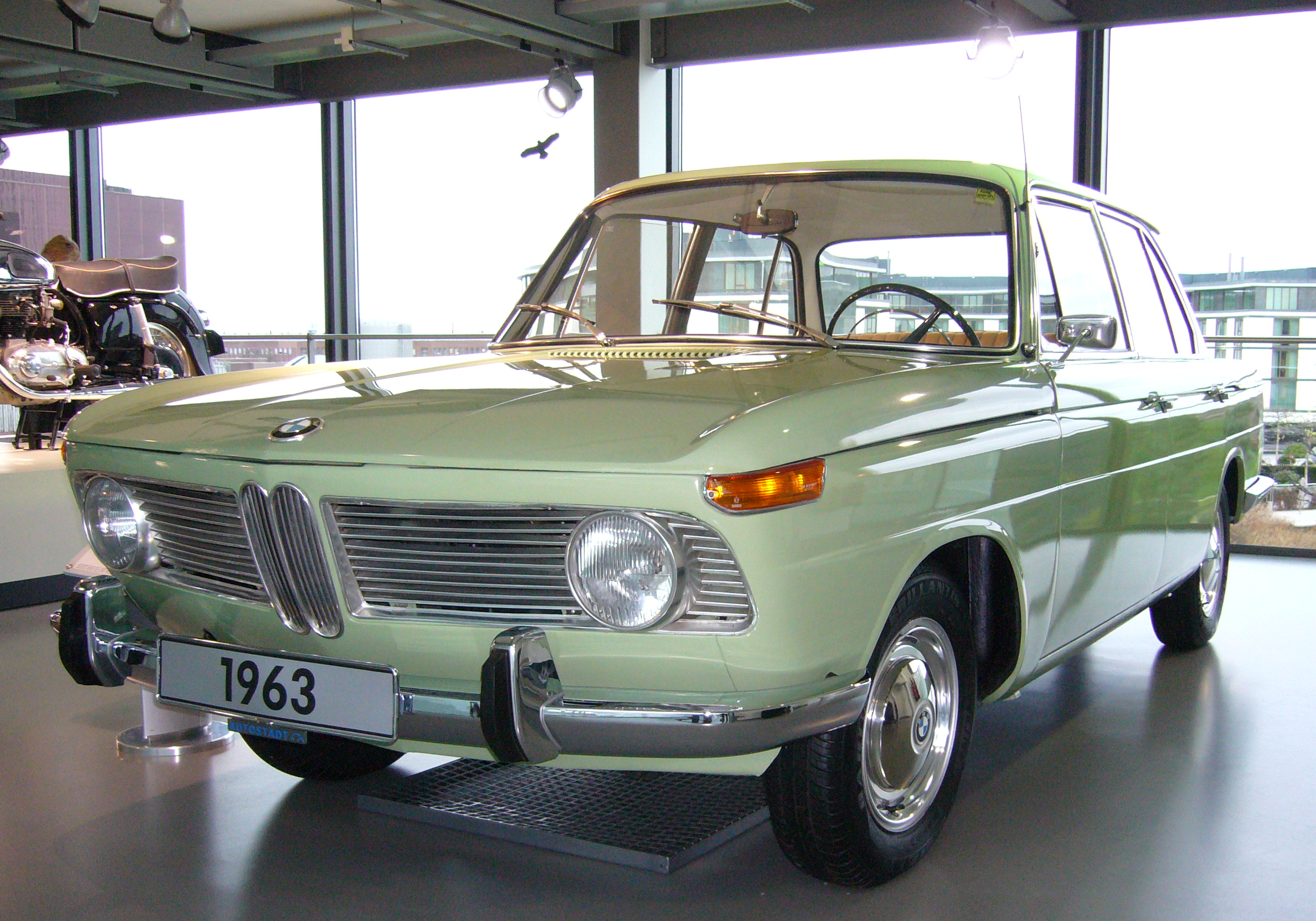
Noua clasă sedan

În 1959, BMW era în datorii și pierde bani. Isetta vindea bine, dar cu marje de profit mici. Sedanele de lux de 501 nu se vindeau suficient de bine pentru a fi profitabile și au devenit din ce în ce mai depășite. Coupé 503 și roadsterul 507 erau prea scumpe pentru a fi profitabile. 600 , un loc cu patru locuri bazat pe Isetta, vindea prost. Piața motocicletelor s-a prăbușit la jumătatea anilor '50, cu creșterea bogăției, transformând germanii de la motociclete și spre mașini. BMW și-a vândut instalația Allach în 1954. American Motors și grupul Rootes au încercat să achiziționeze BMW.
La sediul general al BMW din 9 decembrie 1959, Dr. Hans Feith, președintele consiliului de supraveghere al BMW, a propus o fuziune cu Daimler-Benz. Dealerii și acționarii mici s-au opus acestei sugestii și s-au adunat în jurul unei contra-propuneri a dr. Friedrich Mathern, care a câștigat suficient sprijin pentru a opri fuziunea. La acel moment, Grupul Quandt, condus de frații Herbert și Harald Quandt , și-a mărit recent participațiile la BMW și a devenit cel mai mare acționar al lor. În 1960, programul de dezvoltare a început pentru o nouă gamă de modele, denumită proiectul "Neue Klasse" (New Class). Sedanurile de clasa noua cu patru usi rezultate, introduse in 1962, sunt creditate pentru salvarea financiara a companiei si pentru stabilirea identității BMW ca producător de sedanuri sportive de top.
În 1965, gama New Class a fost extinsă cu cupa de lux din 2000 C și 2000 CS. Gama a fost extinsă și în 1966, cu modelele BMW din seria compactă de serie Seria 02.
BMW a achiziționat compania Hans Glas, cu sediul în Dingolfing , Germania, în 1966. Vehiculele Glas au fost inscripționate pe scurt ca BMW până când compania a fost complet absorbită. A fost recunoscut faptul că achiziția a fost în principal pentru a avea acces la dezvoltarea Glas a centurii de sincronizare cu un arbore de came cu acoperiș în aplicații auto deși unele au văzut planta Glas Dingolfing ca un alt stimulent. Totuși, această fabrică a fost depășită, iar cel mai mare câștig imediat al BMW a fost, potrivit ei înșiși, un stoc de ingineri de înaltă calificare și alți membri ai personalului. Fabrica Glas a continuat să construiască un număr limitat de modele existente, adăugând în același timp fabricarea de punți față și spate BMW până când acestea ar putea fi mai încorporate în BMW.

### 1968-1978: Noua Șase, Seria 3, Seria 5, Seria 7

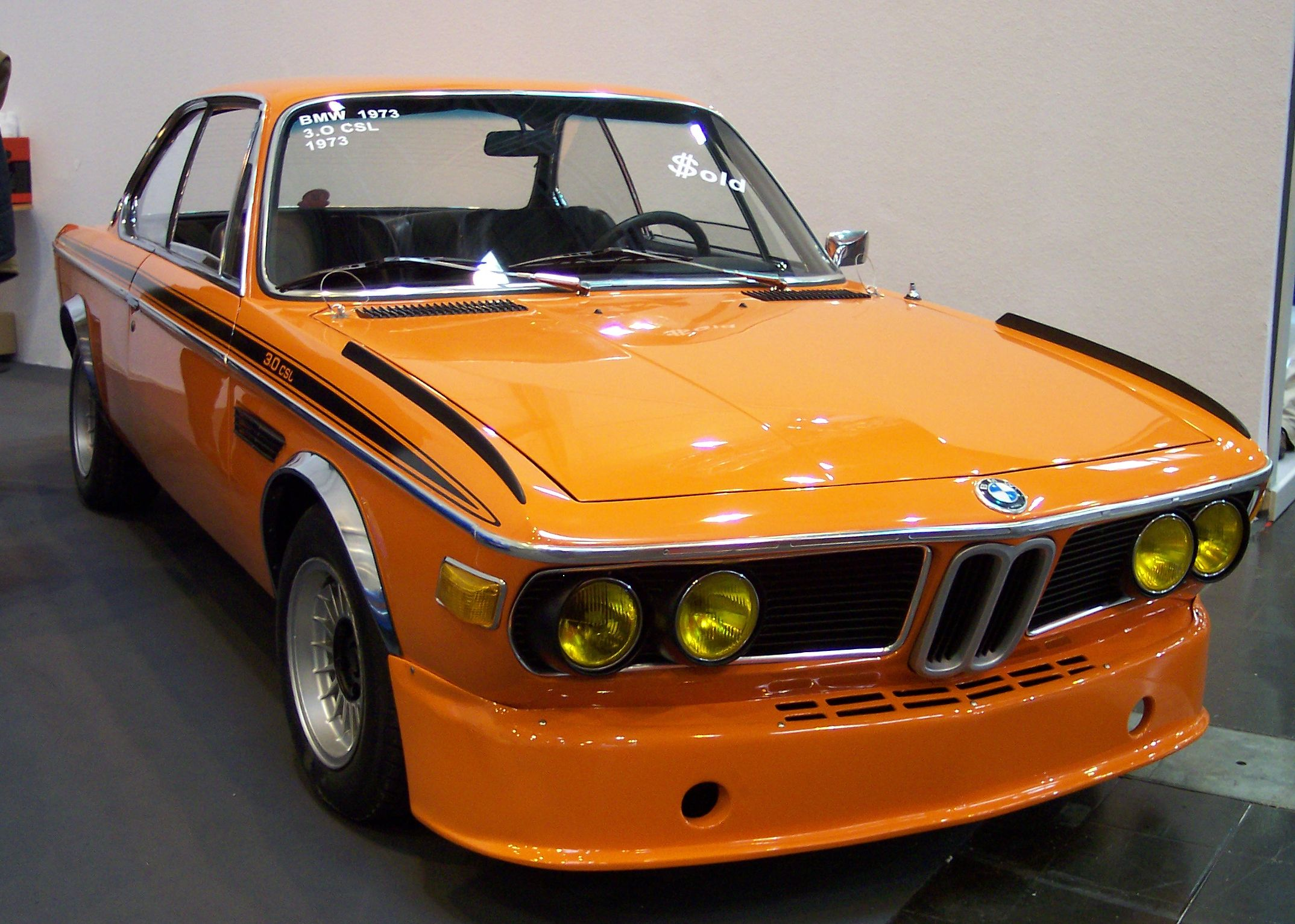
E9 3.0 CSL

În 1968, BMW a început producția primului său motor cu șase cilindri începând cu al doilea război mondial. Acest motor a coincis cu lansarea noilor șase sedanuri mari (predecesorul Seriei 7 ) și a noilor șase coupe mari CS (predecesorul Seriei 6 ).
Prima serie de serii 5 de sedanuri de dimensiuni medii a fost introdusă în 1972, pentru a înlocui sedanele din clasa New. Platforma Seriei 5 a fost folosită și pentru cupa seriei 6 , introdusă în 1976. În 1975, a fost introdus primul model din gama 3 de serii de compact sedan / cupă. Sedanurile mari din seria 7 au fost introduse în 1978.

### 1978-1989: Diviziunea M

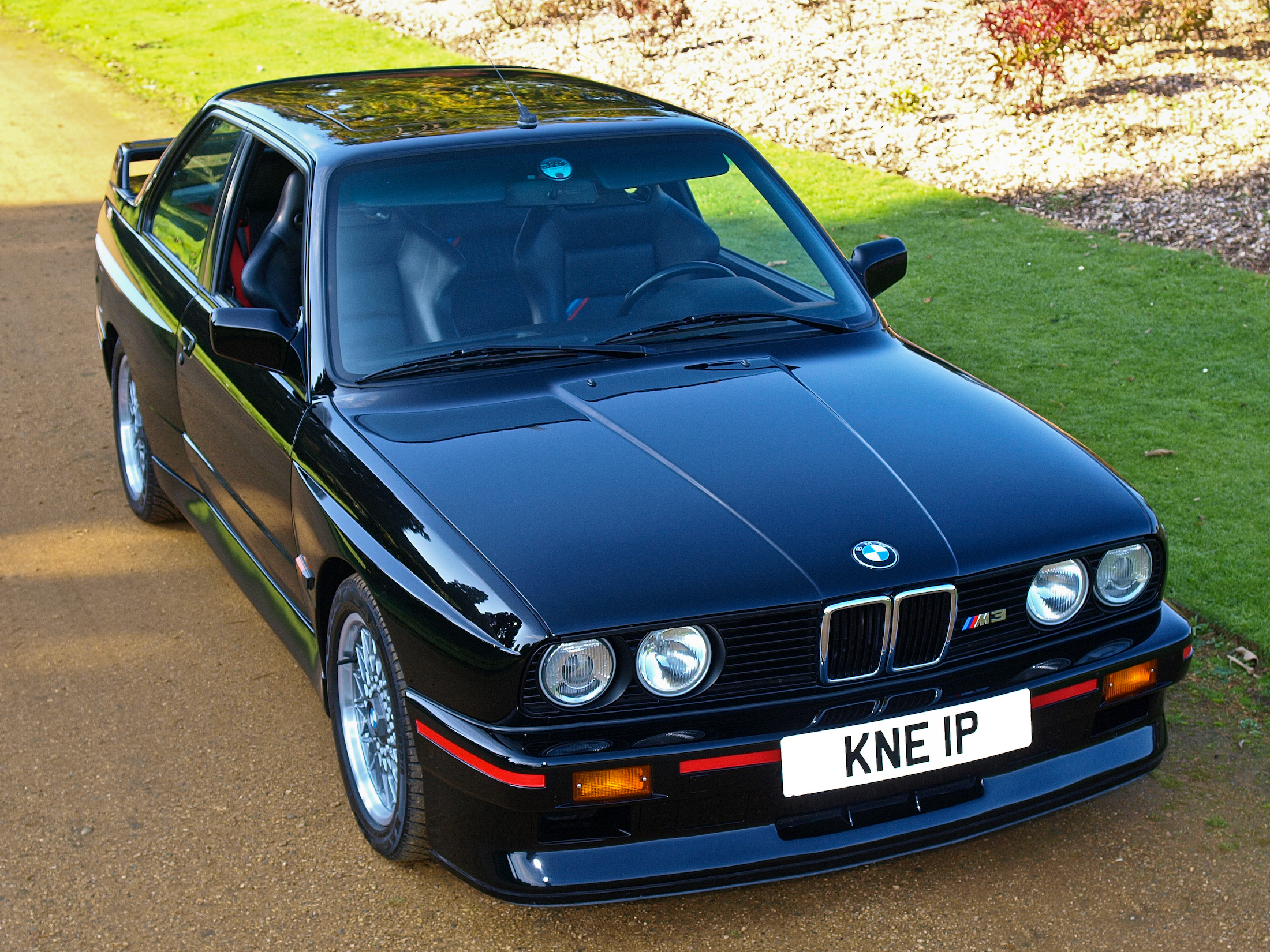
E30 M3

BMW M1 din 1978 a fost primul automobil sportiv de la mijlocul anului BMW și a fost dezvoltat în colaborare cu Lamborghini. A fost, de asemenea, prima mașină rutieră produsă de divizia de motorsport a BMW, BMW M. În 1980, divizia M a produs primul model bazat pe un vehicul obișnuit de producție, modelul E12 M535i. Modelul M535i este predecesorul BMW M5, introdus în 1985 pe baza platformei E28.
În 1983, BMW a introdus primul său motor diesel, modelul M21. Primul BMW cu tracțiune integrală - E30 325iX - a început producția în 1985, iar în 1987 modelul E30 a fost primul model BMW produs într-un stil de caroserie / vagon.
Modelul E32 750i din 1986 a fost primul model V12 al BMW. E32 a fost, de asemenea, primul sedan care a fost disponibil cu un ampatament cu ampatament lung ("iL" sau "Li").
BMW M3 a fost introdus în 1985, bazându-se pe platforma E30.

### 1989-1994: Seria 8, hatchbacks

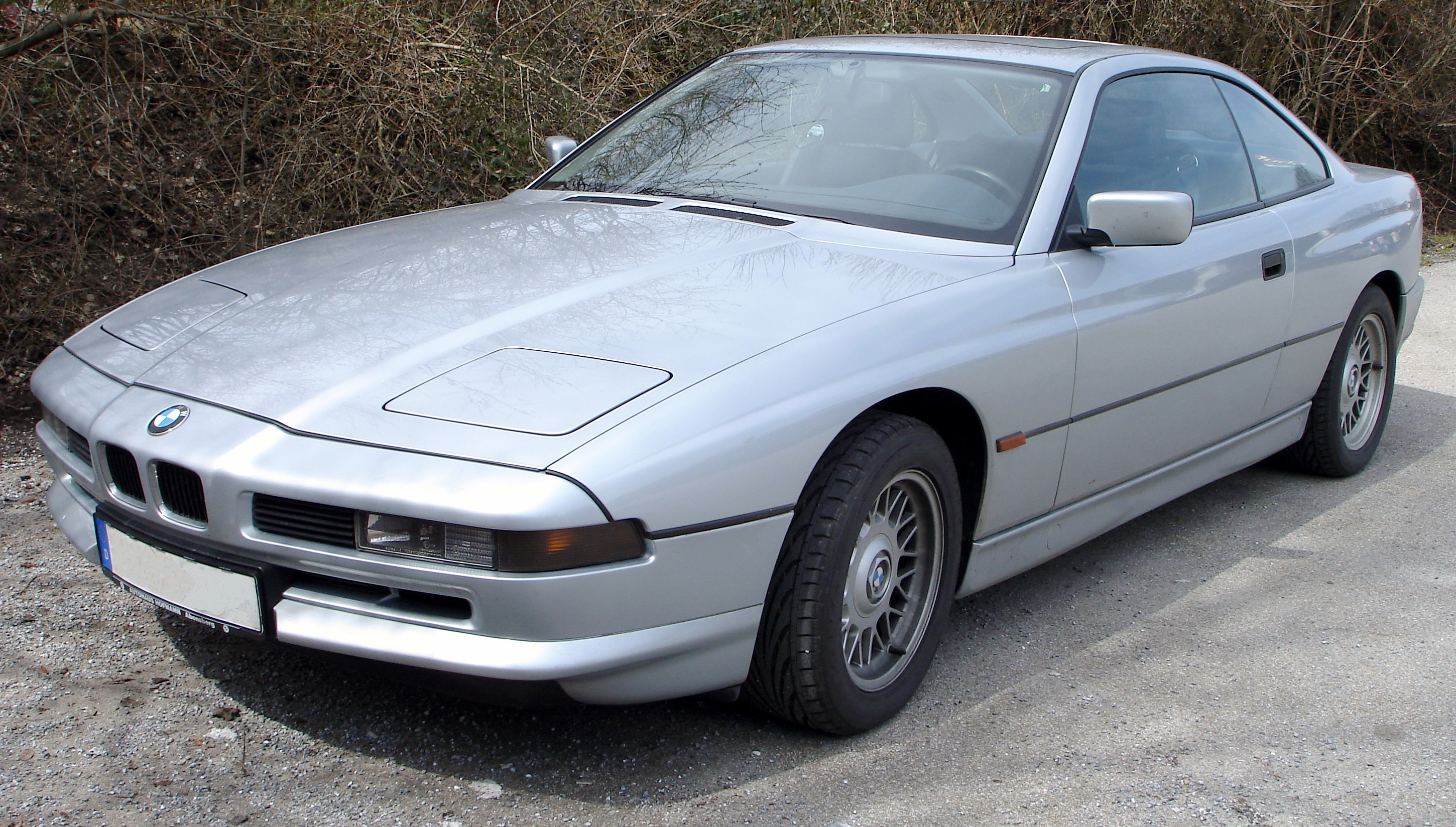
Seria E31 8

Seria 8 de coupe mari a fost introdusă în 1989, iar în 1992 a fost prima aplicație a primului motor BMW V8 în ultimii 25 de ani, modelul M60. De asemenea, a fost primul BMW care a utilizat o suspensie spate multi-link, un design care a fost implementat pentru producția de serie în seria E36 3 din 1990.
Seria 5 E34 , introdusă în 1988, a fost prima Seria 5 care va fi produsă cu tracțiune integrală sau cu caroserie de tip vagon.
În 1989, producția limitată Z1 a început gama BMW de convertibile cu doua locuri din seria Z.
În 1993, BMW Seria 3 Compact a fost primul model hatchback al BMW-ului (cu excepția modelelor limitate de serie 02 "Touring"). Aceste modele hatchback au format o gamă nouă de modele entry-level sub celelalte modele din seria 3.
În 1992, BMW a achiziționat o participație mare în studioul de design industrial din California, DesignworksUSA, pe care l-au achiziționat în întregime în 1995.
Modelul McLaren F1 din 1993 este alimentat de un motor BMW V12.

### 1994-1999: proprietate Rover, Z3

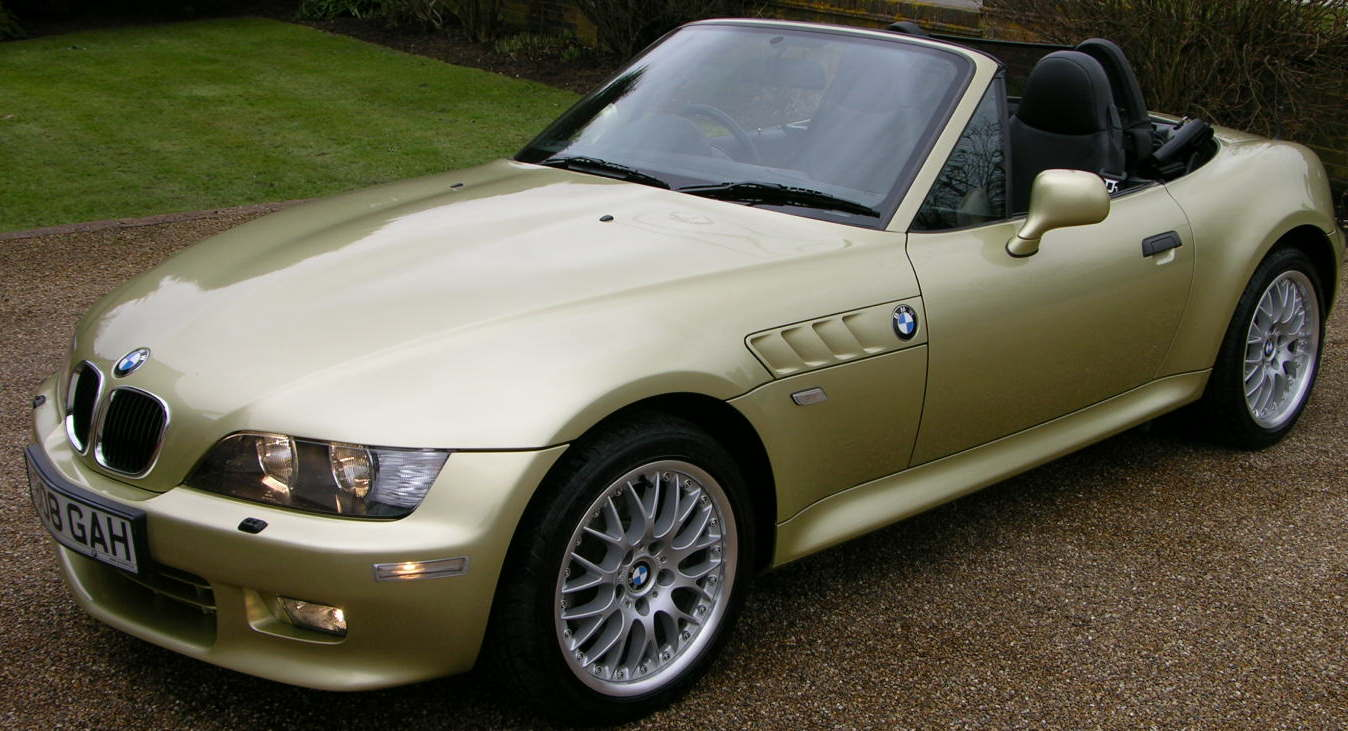
Z3 roadster

În 1994, BMW a cumpărat British Rover Group (care în acel moment era alcătuit din mărcile Rover, Land Rover, Mini și MG, precum și drepturile de a deține mărci, inclusiv Austin și Morris) și deținut-o timp de șase ani. Până în anul 2000, Rover a suferit pierderi uriașe, iar BMW a decis să vândă mai multe mărci. Mărcile MG si Rover au fost vândute Consorțiului Phoenix pentru a forma MG Rover, in timp ce Land Rover a fost preluat de Ford. BMW, între timp, și-a păstrat dreptul de a construi noul Mini, lansat în 2001.
În 1995, modelul E38 725tds a fost primul Seria 7 care a folosit un motor diesel. Seria E39 a fost introdusă și în 1995 și a fost primul Seria 5 care a folosit sistemul de direcție rack-pinion și un număr semnificativ de piese de suspensie din aluminiu ușor.
Modelele BMW Z3 cu două locuri convertibile și coupe au fost introduse în 1995. Acestea au fost primele modele produse în serie în afara seriei 1/3/5 și primul model a fost fabricat exclusiv în afara Germaniei (în Statele Unite, în această caz).
În 1998, modelul E46 3 a fost introdus, modelul M3 având cel mai puternic motor cu aspirație naturală BMW până în prezent.

### 1999-2006: modele SUV, Rolls-Royce

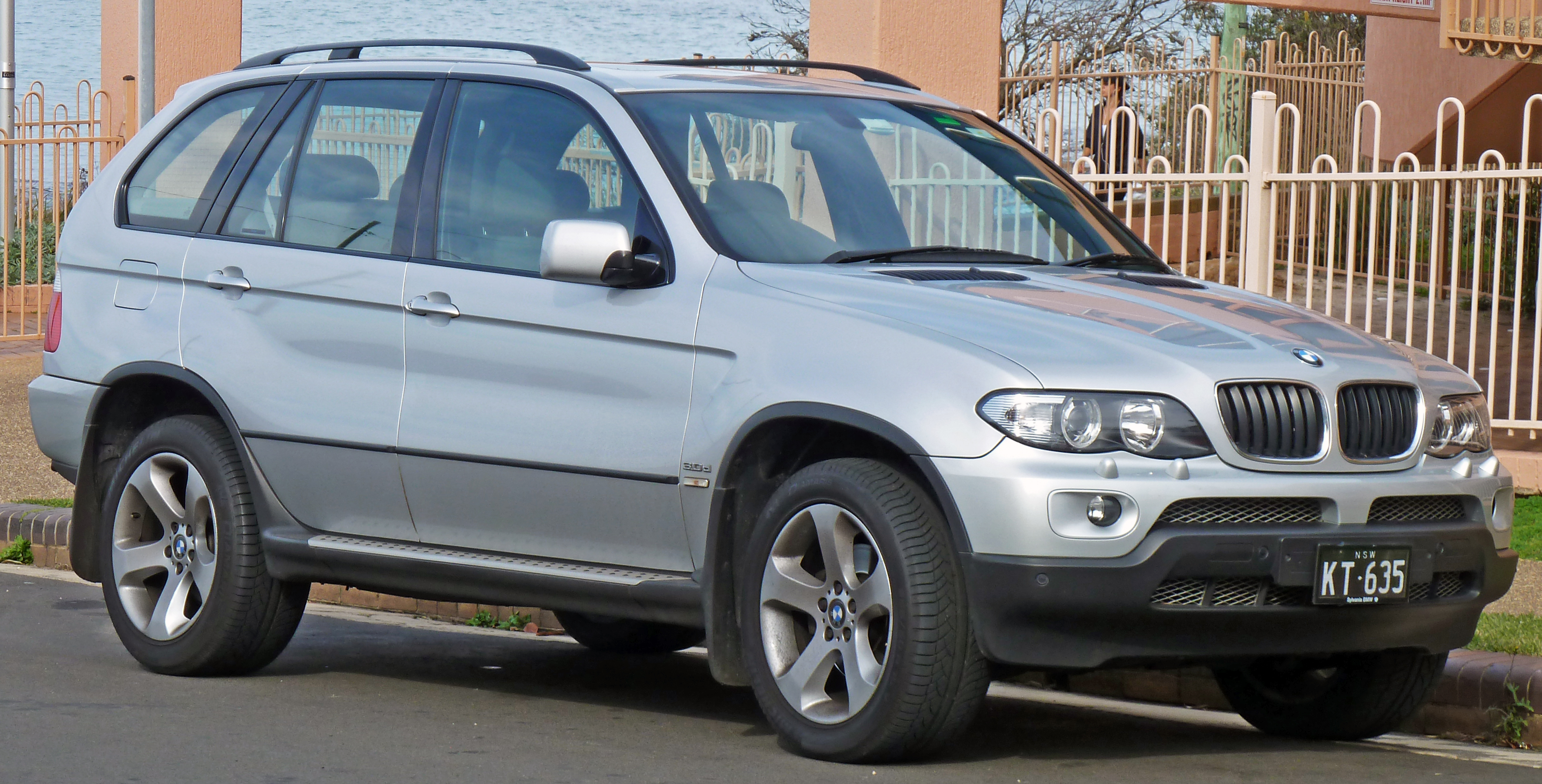
E53 X5

Primul SUV BMW, modelul BMW X5 (E53), a fost introdus în 1999. X5 a fost o deplasare mare față de imaginea BMW a "mașinilor șoferului" sportive, însă a avut un succes și a dus la introducerea altor serii BMW X. Micul BMW X3 mai mic a fost lansat în 2003.
2001 E65 Seria 7 a fost primul model BMW care a folosit o transmisie automată cu 6 trepte.
În 2002, modelul Z4 cu două locuri coupe / convertible a înlocuit modelul Z3. În 2004, hatchback-urile din seria 1 au înlocuit modelele 3 Series Compact, cum ar fi modelele de nivel entry-level BMW.
2003 Rolls-Royce Phantom a fost primul vehicul Rolls-Royce produs sub proprietatea BMW. Acesta a fost rezultatul unor negocieri contractuale complicate care au început în 1998, când Rolls-Royce plc a folosit numele și sigla Rolls-Royce la BMW, dar Vickers a vândut elementele rămase ale Rolls-Royce Motor Cars către Volkswagen. În plus, BMW a furnizat Rolls-Royce cu motoare începând din 1998 pentru a fi utilizat în seria de argint Rolls-Royce Silver.
În 2005, primul motor V10 al lui BMW a fost introdus în modelul E60 M5. Platforma E60 este de asemenea folosită pentru modelul E63 / E64 , care a reintrodus modelele din seria 6 după o pauză de 14 ani.

### 2006-2013: Trecerea la motoarele turbocharged

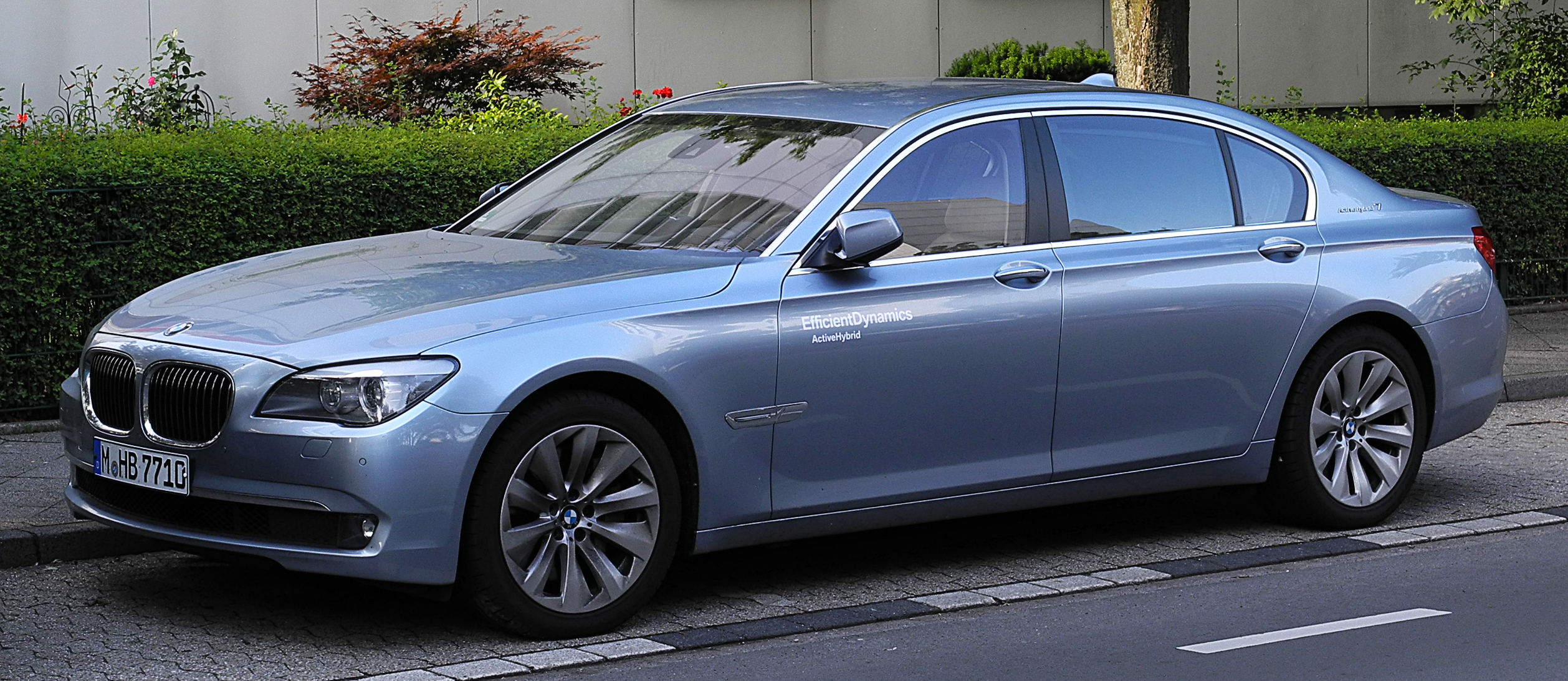
F01 ActiveHybrid 7

Primul motor pe benzină cu turbină a fost N54 cu șase cilindri, care a debutat în E92 335i. În 2011, seria 3 F30 a fost lansată, iar motoarele turbo sunt folosite pe toate modelele. Această trecere la turbocharging și motoare mai mici reflectă tendințele generale în industria de automobile. Modelul M3 bazat pe platforma F30 este primul M3 care utilizează un motor turbo.
Primul motor BMW V8 turbo, BMW N63, a fost introdus în 2008. În ciuda tendinței de reducere, în 2008 BMW a început producția primului motor V12 turbo, BMW N74. În 2011, modelul F10 M5 a devenit primul model M5 care utilizează un motor turbo.
În 2007, drepturile de producție pentru motocicletele Husqvarna au fost achiziționate de BMW cu suma de 93 de milioane de euro.
SUV-ul BMW X6 a fost introdus în 2008. X6 a atras atenția pentru combinația neobișnuită dintre stilurile Coupe și SUV.
În 2009, a fost introdus SUV-ul compact BMW X1. BMW Seria 5 Gran Turismo fastback a fost introdus în 2009, bazat pe platforma Seriei 5 F10, ca F07.
Controversatul designer Chris Bangle și-a anunțat plecarea de la BMW în februarie 2009, după ce a lucrat în echipa de design timp de aproape 17 ani.
Primul model cu tehnologie hibrid, F01 ActiveHybrid 7, a fost introdusă în 2010.

### 2013-prezent: BMW i și dezvoltarea tehnologiei hibrid.

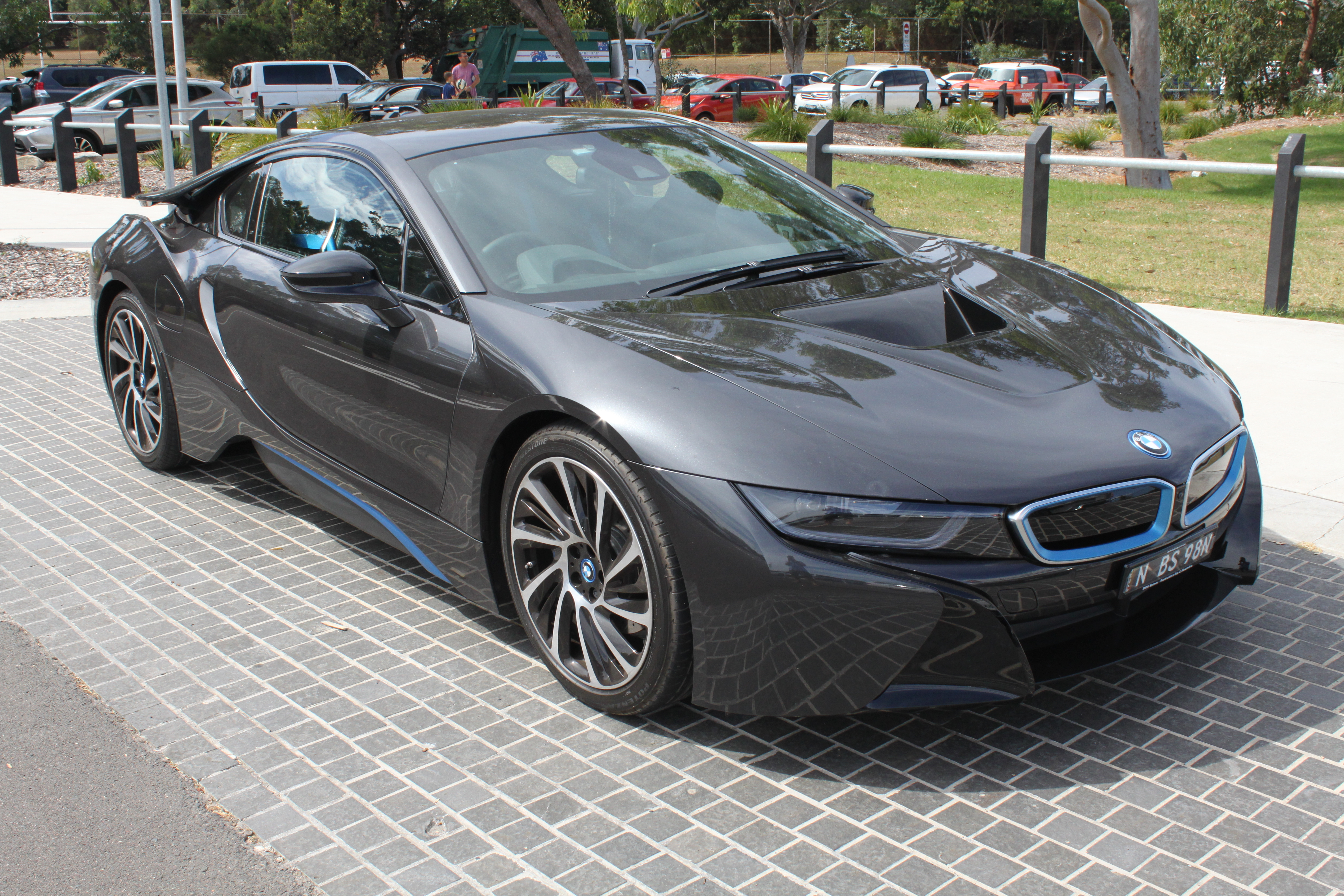
i8

BMW a lansat prima mașină electrică, BMW i3, în 2013. I3 este, de asemenea, prima mașină de producție în masă care are o structură fabricată în cea mai mare parte din fibră de carbon. Prima mașină sport hibrid BMW (și prima mașină cu motor de la M1) se numește BMW i8 și a fost introdusă în 2014. I8 este, de asemenea prima mașină, care utilizează primul motor BMW cu 3 cilindri în linie, BMW B38.
În 2013, BMW Seria 4 a înlocuit modelele coupe și convertibile ale seriei 3. Multe elemente din seria 4 au rămas în comun cu modelul echivalent din seria 3. În mod similar, BMW seria 2 a înlocuit modelele coupe și convertibile ale Seriei 1 în 2013. Seria 2 a fost produsă în stiluri de caroserie MPV (F45) și 5/7 locuri MPV (F46) coupe (F22). Ultimele doua stiluri de caroserie sunt primele vehicule cu tracțiune față produse de BMW. Modelul F48 X1 include și câteva modele cu tracțiune față.
SUV-ul compact BMW X4 a fost introdus în 2014.
Seria 7 G11 (740e) și F30 / F31 330e din 2016 sunt primele versiuni hibrid ale Seriei 7 și, respectiv, Seriei 3.

### Management
Membrii consiliului de administrație sunt:
- Harald Krüger, președinte
- Milagros Caiña Carreiro-Andree, resurse umane
- Klaus Fröhlich, dezvoltare
- Pieter Nota, vânzări și brand
- Nicolas Peter, finanțe
- Peter Schwarzenbauer, Mini, Rolls-Royce, BMW Motorrad
- Andreas Wendt, rețea de cumpărare și furnizor
- Oliver Zipse, producție

## Denumirea și logo-ul companiei
Numele BMW este o abreviere pentru Bayerische Motoren Werke (pronunția germană: [baɪ̯ʁɪʃə mɔtʰɔʁn̩ vɛɐ̯kə]). Numele german nu este corect din punct de vedere gramatic, deoarece Motorenwerke este un singur cuvânt în limba germană. Termenul Bayerische Motorenwerke (utilizat în trecut în mai multe publicații și anunțuri germane) traduce în limba engleză ca Bavarian Motor Works , care a fost utilizat de BMW pentru comercializarea produselor în țările vorbitoare de limbă engleză. Sufixul AG, scurt pentru Aktiengesellschaft, semnifică o entitate încorporată care este deținută de acționari.

Steagul Bavariei

Sigla circulară albă și albă BMW sau rotunda a evoluat din logo-ul circular al companiei Rapp Motorenwerke, din care a crescut compania BMW, combinată cu culorile albastre și albe ale drapelului Bavariei. Logo-ul BMW folosit încă astăzi a fost creat în 1917, deși cu diferite modificări minore ale stilului. 
Originea logo-ului este adesea considerată a fi o reprezentare a mișcării unei elice de aeronave, cu lamele albe tăind printr-un cer albastru. Totuși, acest portret a fost folosit pentru prima dată într-o publicitate BMW în 1929 - la doisprezece ani după crearea logo-ului - deci nu este originea emblemei în sine.
Termenii Beemer, Bimmer și Bee-em sunt folosiți în mod obișnuit de argou pentru BMW în limba engleză și sunt uneori utilizați alternativ pentru mașini și motociclete. În Statele Unite, unii oameni prescriu că "beemer" ar trebui să fie folosit în mod specific pentru motociclete și "bimmer" ar trebui să fie utilizat pentru autoturisme. Unii dintre acești oameni susțin că "adevărații actori" fac această distincție  iar cei care nu sunt "neinițiați". utilizarea în mass-media nord-americană variază, de exemplu, The Globe and Mail of Canada preferă Bimmer și îl numește pe Beemer o "abominație yuppie" iar Tacoma News Tribune spune că "snobii auto" termeni pentru a face distincția între mașini și motociclete.

## Finanțe
Pentru anul fiscal 2017, BMW a raportat câștiguri de 8,620 miliarde EUR, cu un venit anual de 98,678 miliarde EUR, o creștere de 4,8% față de ciclul fiscal anterior. Acțiunile BMW au fost tranzacționate la peste 77 de euro pe acțiune, iar capitalizarea sa de piață a fost evaluată la 55,3 miliarde de euro în noiembrie 2018. 
| An   | Venituri în bn. EUR € | Venit net în bn. EUR € | Total active în bn. EUR € | Angajați |
| ---- | --------------------- | ---------------------- | ------------------------- | -------- |
| 2013 | 76.058                | 5.314                  | 138.368                   | 110351   |
| 2014 | 80.401                | 5.798                  | 154.803                   | 116324   |
| 2015 | 92.175                | 6.369                  | 172.174                   | 122244   |
| 2016 | 94.163                | 6.863                  | 188.535                   | 124729   |
| 2017 | 98.678                | 8.620                  | 193.483                   | 129932   |

## Motociclete
BMW a început producția motoarelor de motociclete și apoi a motocicletelor după primul război mondial. Motocicleta sa este cunoscută sub numele de BMW Motorrad. Prima lor motocicletă reușită după eșecul Helios și Flink a fost " R32 " în 1923, deși producția a început inițial în 1921. Acesta avea un motor dublu "boxer", în care cilindrii era plasați în fluxul de aer de pe fiecare partea laterală a mașinii. În afară de modelele lor cu un singur cilindru (practic la același model), toate motocicletele lor au folosit această dispunere distinctivă până la începutul anilor 1980. Multe BMW sunt încă produse în acest aspect, care este desemnat seria R.
Întreaga producție de motociclete BMW a fost, din 1969, localizată la fabrica din Berlin-Spandau.
În timpul celui de-al doilea război mondial, BMW a produs motocicleta BMW R75 cu ataș. Având un design unic copiat de la Zündapp KS750, roata sa laterală a fost de asemenea motorizată. Combinată cu un diferențial blocabil, acest lucru a făcut vehiculul foarte capabil off-road, echivalent în multe privințe cu Jeep-ul.
În 1982, a venit seria K, cu acționare cu arbore, dar răcit cu apă și cu trei sau patru cilindri montați într-o linie dreaptă din față în spate. La scurt timp după aceasta, BMW a început să producă și seria F și G cu lanț, cu motoare Rotax cu două și două motoare paralele.
La începutul anilor 1990, BMW a actualizat motorul de boxer Airhead, care a devenit cunoscut sub numele de cap de ulei. În 2002, motorul cu ulei a avut două bujii pe fiecare cilindru. În 2004 a adăugat un arbore de balon încorporat, o capacitate crescută de 1.170 cc și o performanță sporită la 100 CP (75 kW) pentru R1200GS , comparativ cu 85 de cai putere (63 kW) față de modelul precedent R1150GS. Variantele mai puternice ale motoarelor cu uleiuri sunt disponibile în modelele R1100S și R1200S, producând 98 și respectiv 122 CP (73 și respectiv 91 kW).
În 2004, BMW a prezentat noul Bike Sport K1200S care a marcat o plecare pentru BMW. Avea un motor de 167 CP (125 kW), derivat din activitatea companiei cu echipa Williams F1 și este mai ușor decât modelele precedente K. Inovațiile includ suspensia față și spate reglabilă electronic și o furcă frontală de tip Hossack pe care BMW o numește Duolever.
BMW a introdus frâne anti-blocare pe motociclete de producție începând cu sfârșitul anilor 1980. Generarea frânelor anti-blocare disponibile pe motocicletele din 2006 și ulterioare ale BMW deschide calea pentru introducerea controlului electronic al stabilității sau a tehnologiei anti-alunecare ulterior în anul modelului 2007.
BMW a fost un inovator în designul suspensiei motocicletei, preluând suspensia față în față, cu mult înainte de majoritatea celorlalți producători. Apoi au trecut la furculița Earles, suspensia din față prin furculiță (1955 - 1969). Cele mai moderne BMW sunt cu adevărat spate, o singură față în spate (comparați cu furca obișnuită, de obicei, și în mod greșit, numit brat swinging). Unele BMW au început să utilizeze încă un alt model de suspensie a mărcii comerciale, Telelever, la începutul anilor 1990. La fel ca și furca Earles, telelever reduce semnificativ scufundarea în timpul frânării.
Grupul BMW, la 31 ianuarie 2013, a anunțat că Pierer Industrie AG a cumpărat Husqvarna pentru o sumă nedivulgată, care nu va fi dezvăluită de nici una dintre părți în viitor. Compania este condusă de Stephan Pierer (CEO al KTM). Pierer Industrie AG deține 51% proprietar al KTM și 100% proprietar al Husqvarna.

## Automobile
Liniile actuale de modele ale automobilelor BMW sunt:
Seria 1 ( F20 / F21 ) este nivelul de intrare la gama de modele actuale a BMW. Este produsă în stiluri de caroserie cu 3 uși și 5 uși hatchback. O varianta cu sedan cu 4 uși ( F52 ) este de asemenea vândută în China și Mexic
Seria 2 ( F22 / F23 ) este coupe-urile și convertibilele la nivel de intrare BMW. Gama Seria 2 constă, de asemenea, din stilurile de caroserie "Active Tourer" ( F45 ) și "Gran Tourer" ( F46 ), care sunt MPV cu 5 locuri și respectiv 7 locuri.
Seria 3 ( F30 / F31 / F34 ) este produsă în stil sedan cu 4 uși, vagon cu patru uși (estate) și stiluri de caroserie rapidă cu cinci uși ("Gran Turismo"). O variantă cu sedan cu ampatament lung ( F35 ) este de asemenea vândută în China.
Seria 4 ( F32 / F33 / F36 ) este produsă în versiuni coupe cu 2 uși, cu 2 uși decapotabile și cu 5 uși ("Gran Coupe").
Seria 5 ( G30 / G31 ) este produsă în stiluri de caroserie și vagon. O variantă sedan cu ampatament lung (G38) este de asemenea vândută în China.
Seria 6 ( F06 / F12 / F13 ) este produsă în modele de coupe cu 2 uși, cu 2 uși decapotabile și cu 4 uși ("Gran Coupe").
Seria 7 ( G11 / G12 ) este produsă în stilul sedan cu 4 uși și pe cele cu ampatament lung.
Modelele X constau în X1 (F48) , X2 (F39) , X3 G01 , X4 (G02) , X5 (G05) și X6 (F16) 

### Modele i

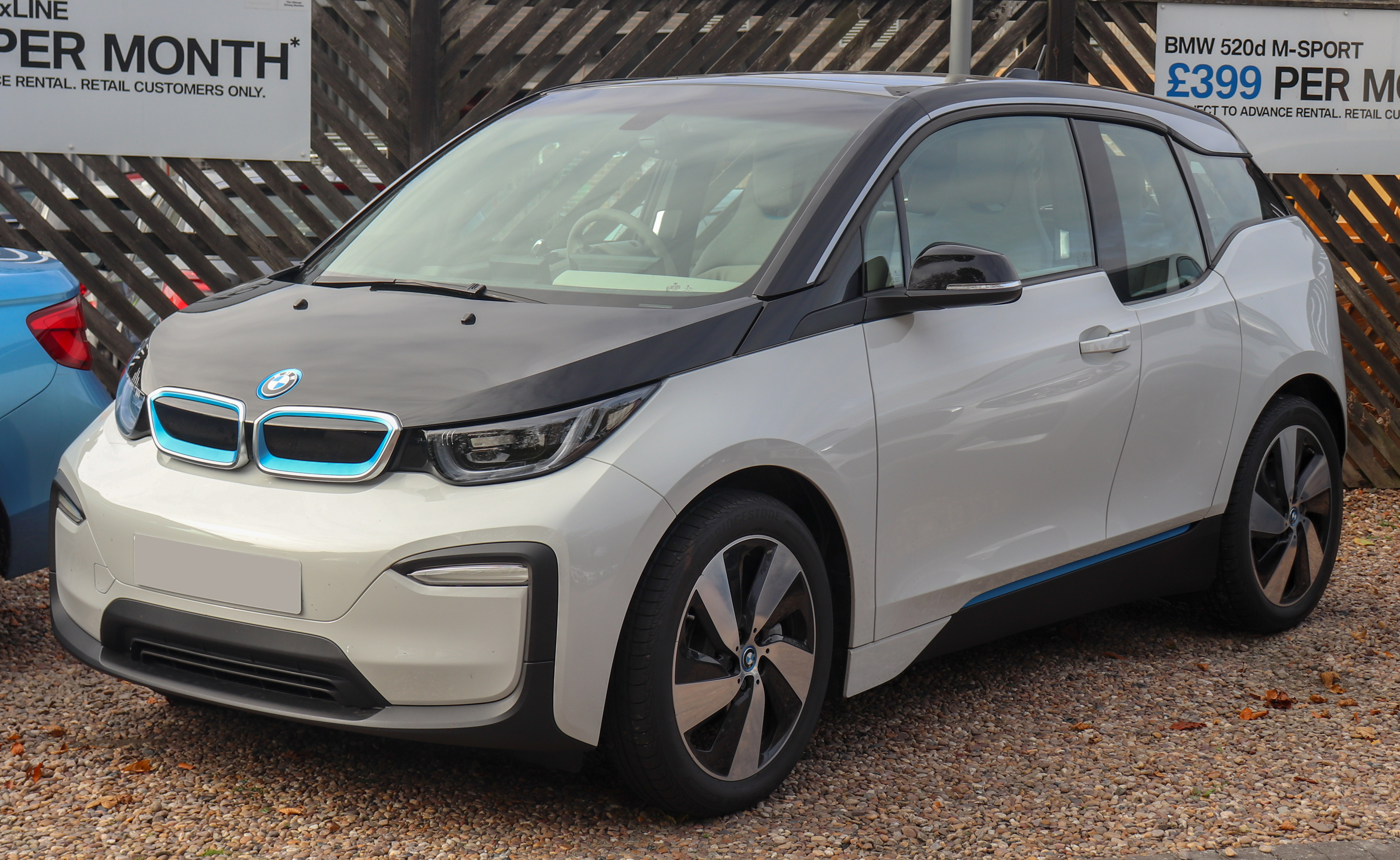
BMW masina electrica i3

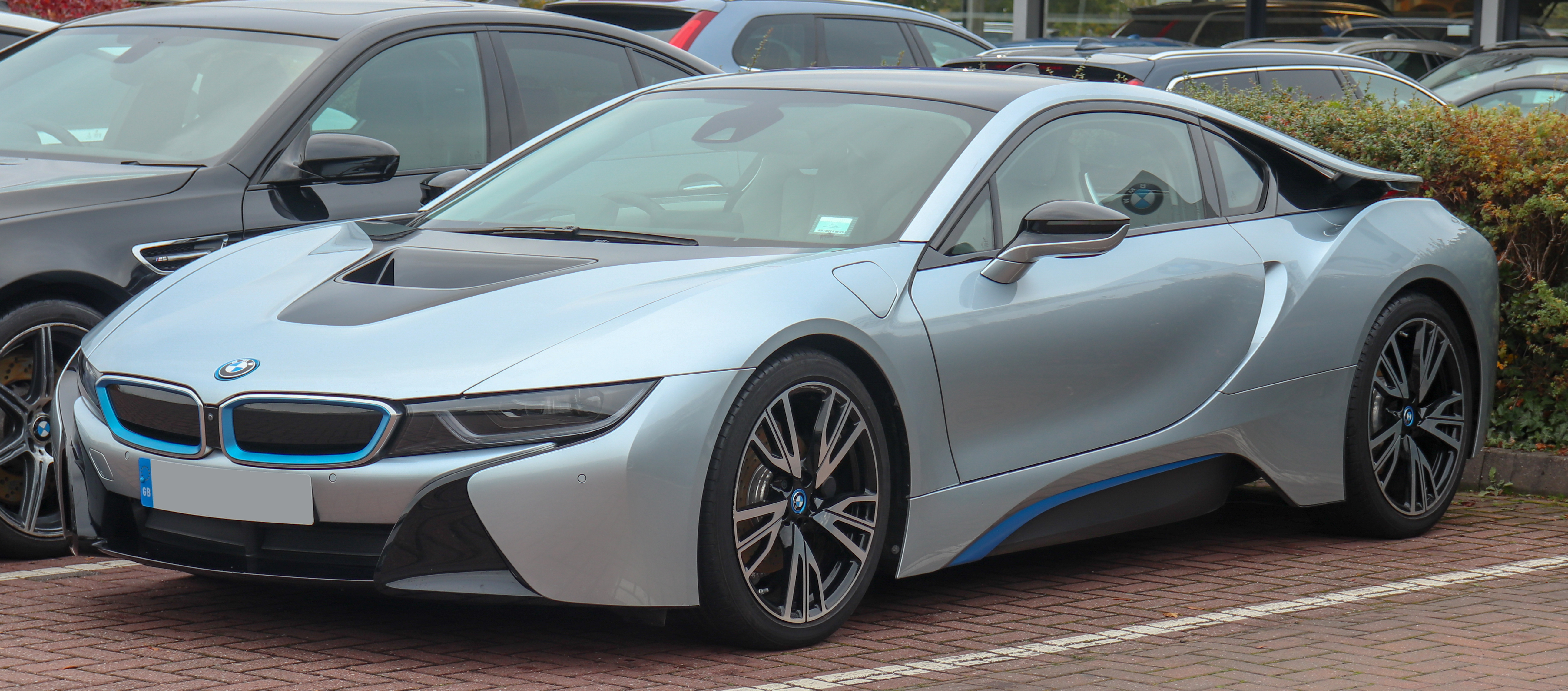
BMW hibrid reîncărcabil i8

BMW i este o submarcă a BMW fondată în 2011 pentru a proiecta și produce vehicule hibride reîncărcabile. Planurile inițiale de submarcă au solicitat eliberarea a două vehicule; producția de serie a mașinii all-electric BMW i3 a început în septembrie 2013,  iar lansarea pe piață a avut loc în noiembrie 2013, odată cu primele livrări cu amănuntul în Germania. În iunie 2014, a fost lansat în Germania, în iunie 2014, echipamentul hibrid reîncărcabil BMW i8 sport 
În 2014, BMW a dezvoltat un prototip de lumini de stradă echipate cu prize de putere pentru a încărca autovehiculele electrice, numite Light and Charge. Două dintre aceste instalații de tarifare au fost instalate la sediul BMW din München. În 2015, BMW, în colaborare cu grupul SCHERM, a început să distribuie camioane electrice pe drumurile europene, făcându-l prima companie care a făcut-o vreodată. Camionul în sine este fabricat de Grupul Terberg , unul dintre cei mai mari furnizori independenți de vehicule specializate din lume.
Vânzările combinate ale modelelor BMW i au atins obiectivul de 50.000 de unități în ianuarie 2016. Doi ani de la introducerea sa, BMW i3 sa clasat pe locul trei ca cea mai bine vândută mașină electrică din istorie. Vânzările globale ale BMW i3 au atins obiectivul de 50.000 de unități în iulie 2016. 
În februarie 2016, BMW a anunțat introducerea modelului "iPerformance", care va fi acordat tuturor vehiculelor hibride reîncărcabile BMW din iulie 2016. Scopul este de a oferi un indicator vizibil al transferului de tehnologie de la BMW i la Marca de bază BMW. Noua denumire va fi utilizată mai întâi pe variantele hibride reîncărcabile din cele mai recente BMW Seria 7. Vânzările globale ale tuturor modelelor electrificate reîncărcabile BMW au atins cele 100.000 de unități la începutul lunii noiembrie 2016, constând în peste 60.000 de BMW i3, peste 10.000 BMW i8 și aproximativ 30.000 de vânzări combinate ale tuturor hibridelor reîncărcabile BMW iPerformance modele.
Începând cu noiembrie 2016, au fost lansate patru modele electrificate BMW, BMW X5 xDrive40e iPerformance, BMW 225xe iPerformance Active Tourer, BMW 330e iPerformance și BMW 740e iPerformance. BMW 530e iPerformance este programată să fie lansată în Europa în martie 2017, ca parte a viitoarei generații de serie a celei de-a șaptea BMW Seria 5. Vânzările globale ale tuturor modelelor electrificate reîncărcabile au atins cele 100.000 de unități la începutul lunii noiembrie 2016, constând în peste 60.000 i3, peste 10.000 i8 și aproximativ 30.000 de vânzări combinate ale tuturor modelelor hibride reîncărcabile BMW iPerformance. Vânzările globale combinate ale modelelor electrificate BMW au totalizat mai mult de 62.000 de unități în 2016,  și 103.080 în 2017, inclusiv vehiculele electrificate de marca MINI. Vânzările globale cumulate ale vehiculelor electrificate de la BMW Group au depășit pragul de 250.000 de unități în aprilie 2018.

### Modele M
BMW produce o serie de produse derivate de înaltă performanță ale autoturismelor dezvoltate de filiala BMW M GmbH (anterior BMW Motorsport GmbH).
Modelele actuale M sunt:
- M2 - F87 Coupe  (2015 până în prezent)
- M3 - F80 Sedan (2013 - 2018)
- M4 -  F82 Coupé / F83 Cabrio (2014 până în prezent)
- M5 - Salonul F90 (2017 până în prezent)
- M6 - F06 Gran Coupé (2012-2017)
- X3 M - G01 SAV (TBA)
- X4 M -  G02 SAV (TBA)
- X5 M - F85 SAV (2014 până în prezent)
- X6 M -  F86 SAV (2014 până în prezent)

### Convenția de numire pentru modele
Uneori seria de modele se referă la pronunția lor germană: "Einser" pentru Seria 1, "Dreier" pentru Seria 3, "Fünfer" ("Cinci-er ") pentru Seria 5, "Sechser" ("Six-er") pentru seria 6 și "Siebener "(seria 7). Acestea nu sunt de fapt argou, dar sunt modul normal în care asemenea litere și numere sunt pronunțate în limba germană.

## Motorsport
BMW are o istorie îndelungată de activități de motorsport, printre care:
- Automobile de turism, cum ar fi DTM, WTCC, ETCC și BTTC
- Formula Unu
- Curse de anduranță, cum ar fi 24 de ore Nürburgring, 24 de ore din Le Mans, 24 de ore din Daytona și spa 24 de ore
- Insula Man TT
- Raliul Dakar
- Seria americană Le Mans
- Formula BMW - un junior de curse de Formula categorie.
- Formula a doua

## Implicare în arte
Producătorii angajează designeri pentru autoturismele lor, însă BMW a depus eforturi pentru obținerea recunoașterii pentru contribuții excepționale și de sprijin pentru artă, inclusiv din domeniul designului autovehiculelor. Aceste eforturi se suprapun de obicei sau completează campaniile de marketing și branding ale BMW.

### Mașini de artă
În 1975, Alexander Calder a fost însărcinat să picteze modelul 3.0CSL condus de Hervé Poulain la 24 Hours of Le Mans, care a devenit primul din seria BMW Art Cars. Acest lucru a condus la mai multe BMW Art Cars , pictate de artiști precum Andy Warhol , Jenny Holzer , Roy Lichtenstein și alții. Automobilele, care numără în prezent 17, au fost prezentate la Muzeul Louvre, Muzeul Guggenheim din Bilbao , Muzeul de Artă al Județului Los Angeles și la Grand Central Terminal din New York.

### Arhitectura

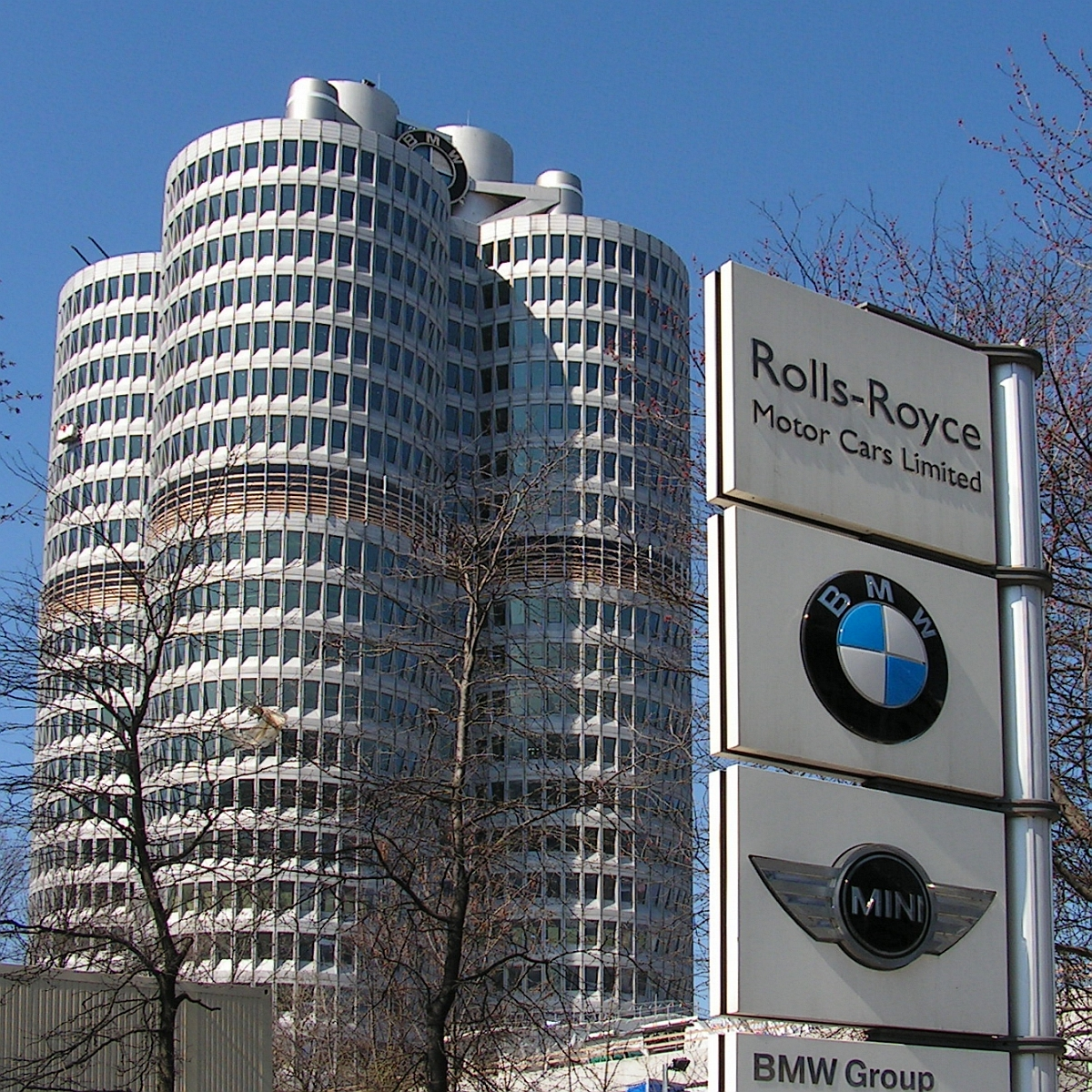
Sediul

Sediul BMW din München reprezintă capul cilindrului unui motor cu 4 cilindri. Acesta a fost proiectat de Karl Schwanzer și a fost finalizat în 1972. Clădirea a devenit o icoană europeană și a fost declarată o clădire istorică protejată în 1999. Turnul principal constă în patru cilindri verticali situați lângă și între ei una de cealaltă. Fiecare cilindru este împărțit orizontal în centrul său printr-o matriță din fațadă. În special, aceste cilindri nu stau la sol; ele sunt suspendate pe un turn central de sprijin.
BMW Museum este o clădire futuristă în formă de cazan, proiectată și de Karl Schwanzer și deschisă în 1972. Interiorul are o temă spirală, iar acoperisul este un logo BMW cu diametrul de 40 de metri.
Spațiul expozițional BMW din München, BMW Welt, a fost proiectat de Coop Himmelb(l)au și a fost deschis în 2007. Acesta include un showroom și platforme de ridicare, în cazul în care noua mașină a clientului este dezvăluită teatral pentru client.
Clădirea BMW Central din Leipzig a fost proiectată de Zaha Hadid.

### Film
În 2001 și 2002, BMW a produs o serie de 8 filme de scurt metraj numite The Hire, care au avut parcele bazate pe modele BMW fiind conduse la extreme de Clive Owen. Directorii pentru The Hire au inclus Guy Ritchie, John Woo, John Frankenheimer și Ang Lee. În 2016, a fost lansat un nou film din serie.
"BMW Performance Series" din 2006 a fost un eveniment de marketing destinat atragerii cumpărătorilor de autoturisme neagră. Acesta a inclus "Seria live a BMW Pop-Jazz" - un turneu numit de muzicianul jazz Mike Phillips - și "Seria de filme BMW Blackfilms.com", care evidențiază producătorii de film negru.

### Arte vizuale
BMW a fost principalul sponsor al expoziției "Art of the Motorcycle " din 1998, la Muzeul Solomon R. Guggenheim și în alte muzee Guggenheim, deși relația financiară dintre BMW și Guggenheim a fost criticată în multe locuri.
În 2012, BMW a început să sponsorizeze producția de colectori independenți a ghidului BMW Art, care este primul ghid global pentru colecțiile de artă contemporană privată și accesibile publicului din întreaga lume. Ediția din 2016 conține 256 de colecții din 43 de țări. 

## Producție
BMW produce automobile complete la fabricile sale din Germania (München, Dingolfing, Regensburg și Leipzig), Statele Unite ale Americii (Greer ,Carolina de Sud), Mexic (San Luis Potosí) Rosslyn) și China (Shenyang ). BMW are, de asemenea, o operațiune de asamblare locală, folosind componente complete în Thailanda, Rusia, Egipt, Indonezia, Malaezia și India (Chennai), pentru serii 3, 5, 7 și X3.
În 2006, grupul BMW (inclusiv Mini și Rolls-Royce) a produs 1.366.838 vehicule cu patru roți, care au fost fabricate în cinci țări. În 2010, a fabricat 1.481.253 de vehicule cu patru roți și 112.271 de motociclete (sub mărcile BMW și Husqvarna).
Motocicletele BMW sunt produse la fabrica din Berlin, care a produs mai devreme motoare de avion pentru Siemens.
Până în 2011, aproximativ 56% din vehiculele marca BMW sunt produse de motoare pe benzină, iar restul de 44% sunt alimentate cu motoare diesel. Dintre acele vehicule pe benzină, aproximativ 27% sunt modele cu patru cilindri, iar aproximativ nouă procente sunt modele cu opt cilindri. În medie, 9000 de vehicule pe zi ies din fabricile BMW, iar 63% sunt transportate pe calea ferată.
Producția anuală din 2005 este următoarea: 
| An   | BMW     | MINI   | Rolls-Royce | Motocicletă* |
| ---- | ------- | ------ | ----------- | ------------ |
| 2005 | 1122308 | 200119 | 692         | 92013        |
| 2006 | 1179317 | 186674 | 847         | 103759       |
| 2007 | 1302774 | 237700 | 1029        | 104396       |
| 2008 | 1203482 | 235019 | 1417        | 118452       |
| 2009 | 1043829 | 213670 | 918         | 93243        |
| 2010 | 1236989 | 241043 | 3221        | 112271       |
| 2011 | 1440315 | 294120 | 3725        | 110360       |
| 2012 | 1547057 | 311490 | 3279        | 113811       |
| 2013 | 1699835 | 303177 | 3354        | 110127       |
| 2014 | 1838268 | 322803 | 4495        | 133615       |
| 2015 | 1933647 | 342008 | 3848        | 151004       |
| 2016 | 2002997 | 352580 | 4179        | 145555       |
| 2017 | 2123947 | 378486 | 3308        | 185682       |

## Probleme majore / rechemări
În noiembrie 2016, BMW a rechemat 136 000 de modele de autovehicule americane din anul 2007-2012 pentru problemele legate de cablarea pompelor de combustibil, ceea ce ar putea conduce la scurgerea de combustibil și la întreruperea sau restabilirea motorului.
În mai 2017, ABC News a raportat o investigație, în care au descoperit zeci de cazuri de autoturisme parcate BMW care au tras foc, inclusiv unele parcate în garajele de acasă.
În toamna anului 2017, BMW a rechemat aproximativ un milion de automobile și SUV-uri pentru riscul de incendiu. O rechemare a fost pentru 672.000 mașini din seria 3 din anii modelului 2006-11, cu componente electronice ale sistemului de control al climatului, cu risc de supraîncălzire. A doua rechemare a fost pentru modelele de 740.000 cu șase cilindri (328i, 525i), cu risc de scurtcircuit a carterului;  unele mașini din seria 3 au fost supuse ambelor rechemări.
În august 2018, guvernul Coreei de Sud a anunțat interzicerea vehiculelor BMW pe drumurile țării, după ce 39 de mașini ale producătorului au luat foc. Ca răspuns, BMW a rechemat 106.000 de vehicule diesel în Coreea de Sud cu un modul defect de recirculare a gazelor de eșapament, apoi și-a extins retragerea la 324.000 de automobile în Europa.

## Vânzări
Vehiculele vândute pe toate piețele, conform rapoartelor anuale ale BMW.
| An   | BMW     | MINI   | Rolls-Royce | Motocicletă* |
| ---- | ------- | ------ | ----------- | ------------ |
| 2005 | 1126768 | 200428 | 797         | 97474        |
| 2006 | 1185089 | 188077 | 805         | 100064       |
| 2007 | 1276793 | 222875 | 1,010       | 102467       |
| 2008 | 1202239 | 232425 | 1,212       | 115196       |
| 2009 | 1068770 | 216538 | 1002        | 100358       |
| 2010 | 1224280 | 234175 | 2711        | 110113       |
| 2011 | 1380384 | 285060 | 3538        | 113572       |
| 2012 | 1540085 | 301525 | 3575        | 117109       |
| 2013 | 1655138 | 305030 | 3630        | 115215 **    |
| 2014 | 1811719 | 302183 | 4063        | 123495       |
| 2015 | 1905234 | 338466 | 3785        | 136963       |
| 2016 | 2003359 | 360233 | 4011        | 145032       |
| 2017 | 2088283 | 371881 | 3362        | 164153       |

* În perioada 2008 - 2012, cifrele producției de motociclete includ modelele Husqvarna. 
** Cu excepția Husqvarna, volumul vânzărilor până în 2013: 59.776 de unități.
În China, BMW a vândut 415.200 de vehicule între ianuarie și noiembrie 2014, printr-o rețea de peste 440 de magazine BMW și 100 de magazine Mini.

## Colaborare în industrie
BMW a colaborat cu alți producători de automobile în următoarele ocazii:
- McLaren Automotive: BMW a proiectat și produs motorul V12 care a alimentat McLaren F1.
- Peugeot și Citroën: producția în comun a motoarelor pe benzină cu patru cilindri, începând cu anul 2004.
- Daimler Benz: Asociația mixtă pentru producerea componentelor hibride de transmisie folosite în ActiveHybrid 7.
- Toyota: Acordul în trei părți în 2013 pentru a dezvolta împreună tehnologia pilelor de combustie, pentru a dezvolta o platformă comună pentru o mașină sport (pentru modelele 2018 BMW Z4 (G29) și Toyota Supra) și pentru bateriile de cercetare cu litiu-aer.
- Audi și Mercedes: achiziționarea comună a lui Here WeGo (fost Here Maps) în 2015.

## Sponsorizări
În fotbal, BMW sponsorizează clubul Bundesliga Eintracht Frankfurt.
La Jocurile Olimpice de la Londra din 2012, sponsorizarea BMW a inclus furnizarea a 4000 de BMW-uri și Minis. BMW a încheiat, de asemenea, un acord de sponsorizare de șase ani cu Comitetul Olimpic al Statelor Unite (USOC) în iulie 2010.
În golf, BMW a sponsorizat diverse evenimente, printre care și Campionatul PGA, BMW Italia Open, BMW Masters în China și BMW International Open din Germania.
În rugby, BMW a sponsorizat echipa națională de rugby din Africa de Sud din 2011 până în 2015.
Compania membră maghiară este sponsorul strategic al Brain Bar, un festival pe viitor, organizat anual, la Budapesta. 

## Înregistrări de mediu
BMW este membru al Organizației Națiunilor Unite pentru Protecția Mediului (EPA), care recunoaște companiile pentru administrarea și performanța lor în domeniul mediului. De asemenea, este membru al Programului de excelență pentru mediu din Carolina de Sud.
Începând cu anul 1999, BMW a fost numit în fiecare an cea mai durabilă companie de automobile din lume prin Indicele de sustenabilitate Dow Jones. BMW Group este una dintre cele trei companii de automobile care vor fi prezentate în fiecare an în index. În 2001, Grupul BMW sa angajat în Programul Națiunilor Unite pentru Mediu, în Compactul Global al ONU și în Declarația de producție mai curată. A fost, de asemenea, prima companie din industria automobilelor care a numit un ofițer de mediu, în 1973. BMW este membru al Consiliului Mondial de Afaceri pentru Dezvoltare Durabilă.
În 2012, BMW a fost cea mai mare companie de automobile din lista Global 500 a Carbon Disclosure Project, cu un scor de 99 din 100. BMW Group a fost evaluată de Sustainalytics în anul 2012 de cea mai durabilă companie DAX 30.
Pentru a reduce emisiile vehiculelor, BMW îmbunătățește eficiența modelelor existente pe bază de combustibili fosili, cercetând în același timp energia electrică, puterea hibridă și hidrogenul pentru modelele viitoare.
În primul trimestru al anului 2018, BMW a vândut 26.858 vehicule electrificate (EV, PHEV și hibride).

## Biciclete
Bicicletele marca BMW sunt vândute online și prin intermediul reprezentanțelor. Motocicleta electrică BMW Turbo Levo FSR 6Fattie a fost produsă în parteneriat cu Specialized și BMW Cruise e-Bike NBG III utilizează un motor și o baterie Bosch.

## Servicii de partajare a autovehiculelor
DriveNow este un joint-venture între BMW și Sixt care a fost lansat la München în iunie 2011 și operează acum în 13 orașe din Europa. Începând cu luna decembrie 2012,  DriveNow operează peste 1.000 de vehicule, care deservesc cinci orașe din întreaga lume și peste 60.000 de clienți.
În Statele Unite, BMW a lansat serviciul de repartizare a autovehiculelor ReachNow din Seattle în aprilie 2016. ReachNow operează în prezent în Seattle , Portland și Brooklyn.

## Filiale din străinătate

### Brazilia
La 9 octombrie 2014, noua fabrică de automobile din America de Sud din Araquari, Santa Catarina, și-a asamblat prima mașină, seria 3 F30. Mașinile asamblate la Araquari sunt seria F20, Seria F30, F48 X1, F25 X3 și Mini Countryman. Autoturismele sunt asamblate din componente complete de lovituri.

### China
Semnarea unei înțelegeri în 2003 pentru producția de sedanuri în China a avut loc simultan cu deschiderea unei fabrici în orașul Shenyang din nord-est, unde Brilliance Auto produce automobile marca BMW într-un joint venture cu compania germană.

### Egipt
Grupul Bavarian Auto a devenit unic importator al mărcilor BMW și Mini în 2003.
La fabrica de asamblare BMW din 6 octombrie, Seria 3, Seria 5, Seria 7, X1 și X3 sunt asamblate din componente complete.

### India
BMW India a fost înființată în 2006 ca o filială de vânzări în Gurugram.
O fabrica de asamblare BMW a fost inaugurata la Chennai in 2007, asambland modele din seria 3, Seria 5, Seria 7, X1, X3, X5, Mini Countryman si motocicleta de la componente complete.

### Japonia
BMW Japan Corp, o filială deținută în totalitate, importă și distribuie vehicule BMW în Japonia.

### Mexic
În iulie 2014, BMW a anunțat că a înființat o fabrică în Mexic, în orașul și în statul San Luis Potosi, implicând o investiție de 1 miliard de dolari. Instalația va angaja 1.500 de persoane și va produce 150.000 de mașini anual, începând din 2019. 

### Africa de Sud
BMW-urile au fost asamblate în Africa de Sud încă din 1968, când a fost deschisă instalația lui Praetor Monteerders în Rosslyn, lângă Pretoria. BMW a cumpărat inițial acțiuni în companie, înainte de ao achiziționa pe deplin în 1975;  în acest sens, compania a devenit BMW South Africa , prima filială deținută în totalitate de BMW, care va fi înființată în afara Germaniei. Spre deosebire de producătorii din Statele Unite, cum ar fi Ford și GM, care au cesionat din țară în anii 1980, BMW și-a păstrat deplina proprietate asupra operațiunilor sale în Africa de Sud.
După sfârșitul apartheidului din 1994 și reducerea tarifelor la import, BMW Africa de Sud a încheiat producția locală a Seriei 5 și a Seriei 7, pentru a se concentra pe producția seriei 3 pentru piața de export. BMW-urile construite în Africa de Sud sunt acum exportate pe piețele cu motor drept , cum ar fi Japonia, Australia, Noua Zeelandă, Marea Britanie, Indonezia, Malaezia, Singapore și Hong Kong, precum și Africa sub-sahariană. Începând cu anul 1997, BMW Africa de Sud a produs autoturisme în stânga pentru export către Taiwan, Statele Unite și Iran, precum și America de Sud.
Trei modele unice pe care BMW Motorsport le-a creat pentru piața din Africa de Sud au fost E23 M745i (1983), care a folosit motorul M88 de la BMW M1 , BMW 333i (1986), care a adăugat un motor M30 de 3.2 litri cu șase cilindri E30, și E30 BMW 325is (1989), care a fost alimentat de un motor de 2.7 litri produs de Alpina.
BMW-urile cu VIN începând cu "NC0" sunt fabricate în Africa de Sud.

### Statele Unite
Autovehiculele BMW au fost vândute oficial în Statele Unite începând din 1956 și fabricate în Statele Unite începând din 1994. Prima distribuție BMW din Statele Unite a fost deschisă în 1975. În 2016, BMW a fost a douăsprezecea cea mai mare vânzare a brandului în Statele Unite.
Fabrica de producție din Greer, Carolina de Sud are cea mai mare producție a instalațiilor BMW din întreaga lume, în prezent producând aproximativ 1400 de vehicule pe zi. Modelele produse la uzina Spartanburg sunt modelele SUV X3, X4, X5, X6 și X7.
În plus față de facilitatea de fabricare din Carolina de Sud, companiile din America de Nord includ vânzări, marketing, design și servicii financiare în Statele Unite, Mexic, Canada și America Latină.

### Ungaria
Pe 31 iulie 2018, BMW a anunțat că va construi o fabrica de automobile de 1 miliard de euro în Ungaria. Noua fabrică, care va fi construită în apropierea orașului Debrețin, la aproximativ 230 de kilometri est de Budapesta, va avea o capacitate de producție de 150.000 de mașini pe an.

## Marketing

### Slogan
Sloganul „The Ultimate Driving Machine” a fost folosit pentru prima dată în America de Nord în 1974. În 2010, această campanie de lungă durată a fost în mare parte înlocuită de o campanie menită să facă marca mai accesibilă și să apeleze mai bine la femei, „Joy”. Până în 2012, BMW s-a reîntors la „The Ultimate Driving Machine”.

### April Fools
BMW a câștigat o reputație în Marea Britanie de-a lungul anilor pentru fanii Fools din aprilie, care sunt tipăriți în presă acolo în fiecare an. În 2010, au difuzat o publicitate în The Guardian, anunțând că clienții ar putea să comande BMW-uri cu insigne colorate diferite pentru a arăta afilierea lor la partidul politic pe care l-au susținut.